# Mezőnyárád
Mezőnyárád is een plaats (község) en gemeente in het Hongaarse comitaat Borsod-Abaúj-Zemplén. Mezőnyárád telt 1724 inwoners (2001).